# Bellmund
Bellmund (en francés Belmont) es una comuna suiza del cantón de Berna, situada en el distrito administrativo de Biel/Bienne. Limita al norte con las comunas de Ipsach y Port, al este con Jens, al sur con Merzligen y Hermrigen, y al oeste con Sutz-Lattrigen.
Situada en el distrito de Nidau hasta su desaparición el 31 de diciembre de 2009.
Bellmund se menciona por primera vez en 1107 como Bellus mons. En 1228 fue mencionada como Belmunt. La comuna era conocida anteriormente por su nombre francés Belmont, aunque ese nombre rara vez se usa.